# Макстэй, Вилли
Уильям Джон (Вилли) Макстэй (англ. William John (Willie) McStay; род. 26 ноября 1961, Гамильтон, Ланаркшир) — шотландский футболист, выступающий на позиции защитника, тренер.

## Карьера игрока
Вилли родился в Гамильтоне. Полузащитник играл в «Селтике» с 1979 по 1987 год, дебютировал за клуб 2 апреля 1983 года, когда он вышел на замену в домашней победе «Селтика» с «Мотеруэллом» и сыграл за клуб, в итоге, 67 матчей, забив два гола. Затем, перешёл в «Хаддерсфилд Таун» в марте 1987 года, а позднее играл за Ноттс Каунти и Хартлпул Юнайтед.

### Карьера тренера
Макстэй был играющем тренером «Слайго Роверс» с 1992 по 1994 год, и привел их к историческому «треблу» в сезоне 1993/94, когда они выиграли чемпионат первого дивизиона, турнир первого дивизиона и Кубок Ирландии. В 1994 году шотландец покинул «Слайго» незадолго до начала нового сезона, после того как к нему поступило предложение стать тренером молодежной команды «Селтика».